# Spannberg
Spannberg osztrák mezőváros Alsó-Ausztria Gänserndorfi járásában. 2020 januárjában 1010 lakosa volt. 

## Elhelyezkedése

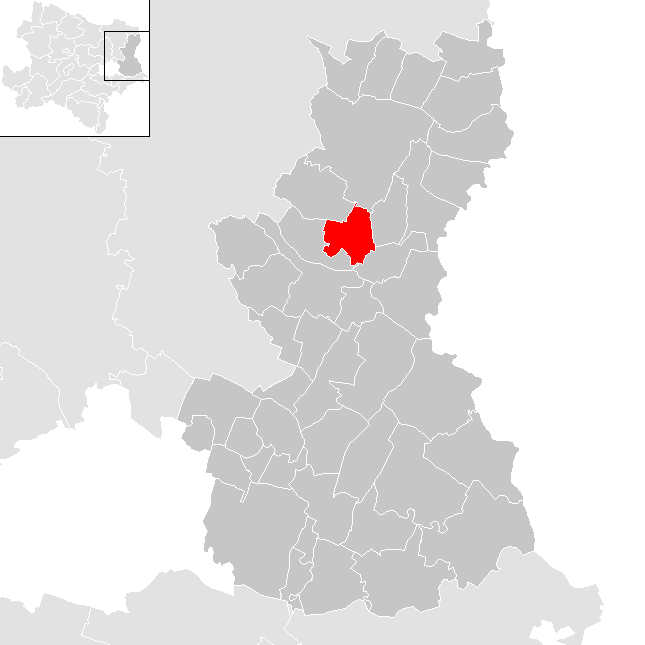
Spannberg a Gänserndorfi járásban

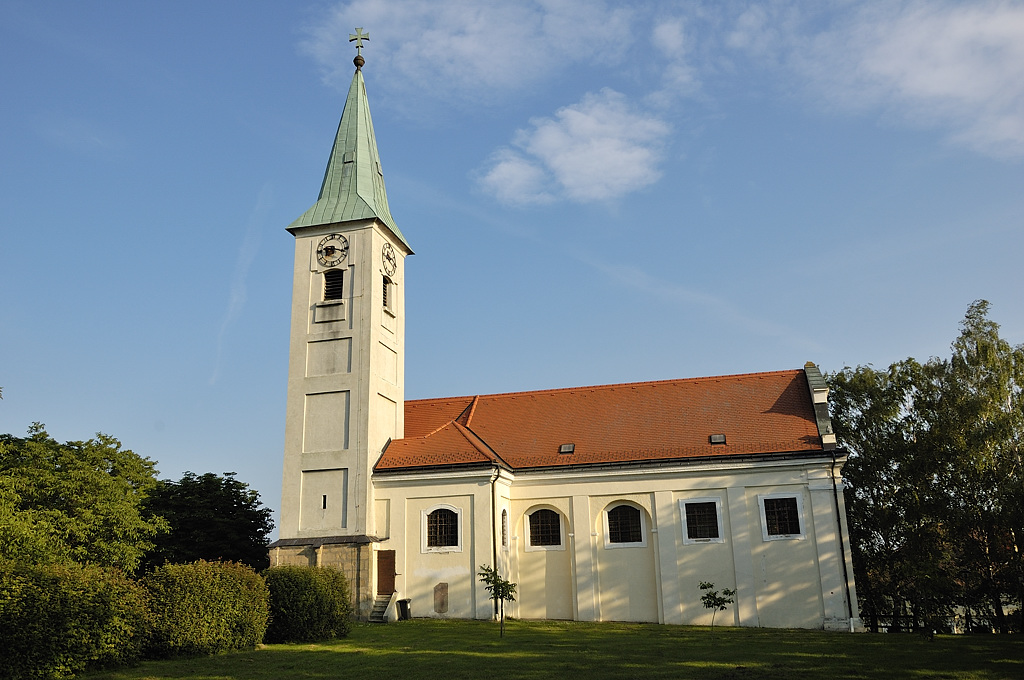
A Szt. Márton-plébániatemplom

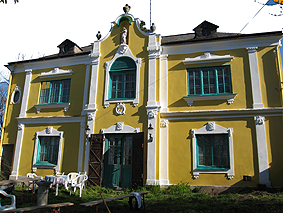
A Seib-villa

Spannberg a tartomány Weinviertel régiójában fekszik a Sulzbach folyó mentén. Területének 21,7%-a erdő, 68,4% áll mezőgazdasági művelés alatt. Az önkormányzathoz egyetlen település és katasztrális község tartozik.  
A környező önkormányzatok: északra Zistersdorf, keletre Velm-Götzendorf, délkeletre Ebenthal, délnyugatra Hohenruppersdorf, északnyugatra Sulz im Weinviertel.  

## Története
Spannberget először 1205-ben említik egy bizonyos Poppo de Spangenberg nevében. Saját papot 1233-ban kapott először. Vára elsőként 1277-ben, temploma pedig 1325-ben jelenik meg az írott forrásokban. 1369-ben birtokosául a Clementer nemzetséget tüntették fel; 1391-ben Hans Clementer kegyúri jogait átadta a Teuton lovagrendnek. 1370-ben Spannberg mezővárosi jogokat kapott. 
Várát 1400-ben elpusztították és nem is épült újjá. 1529-ben a Bécset ostromló török kifosztották. A harmincéves háborúban többször került vonuló hadseregek útjába, 1705-ben pedig Rákóczi kurucai rabolták ki a települést. A 19. században három kolerajárvány is szedett áldozatokat.

## Lakosság
A spannbergi önkormányzat területén 2020 januárjában 1010 fő élt. A lakosságszám 1951 óta 800-1000 között mozog. 2018-ban az ittlakók 94,4%-a volt osztrák állampolgár; a külföldiek közül 0,7% a régi (2004 előtti), 1,8% az új EU-tagállamokból érkezett. 3% a volt Jugoszlávia (Szlovénia és Horvátország nélkül) vagy Törökország, 0,2% egyéb országok polgára volt. 2001-ben a lakosok 88,6%-a római katolikusnak, 1% evangélikusnak, 5,9% mohamedánnak, 4,1% pedig felekezeten kívülinek vallotta magát. Ugyanekkor a legnagyobb nemzetiségi csoportokat a német (94,2%) mellett a törökök (3,5%) és a szerbek (1,1%)  alkották. 
A népesség változása:

| 2016 | 975   |
| 2018 | 1 010 |

## Látnivalók
- a Szt. Márton-plébániatemplom
- a Seib-villa

## Fordítás
- Ez a szócikk részben vagy egészben  a   Spannberg című német Wikipédia-szócikk ezen változatának fordításán alapul.  Az eredeti cikk szerkesztőit annak laptörténete sorolja fel. Ez a jelzés csupán a megfogalmazás eredetét és a szerzői jogokat jelzi, nem szolgál a cikkben szereplő információk forrásmegjelöléseként.